# Paulão (voleibolista)
Paulo André Jukoski da Silva, conhecido como Paulão (Porto Alegre, 24 de dezembro de 1963), é um ex-jogador de voleibol brasileiro. Foi contratado como técnico do Bento Vôlei para a temporada 2015/2016.
Nasceu em Porto Alegre mas logo foi morar em Gravataí, onde viveu até sair para seguir a profissão de esportista.
Antes da carreira de voleibolistas, atuava como handebolista, depois integrava a equipe do ADC Sul Brasileiro.
Integrou a seleção de vôlei que conquistou a medalha de ouro nas Olimpíadas de Barcelona em 1992, e participou das das Olimpíadas de Seul em 1988, e das Olimpíadas de Atlanta em 1996.
Depois de se aposentar das quadras, Paulão assumiu a carreira política, com contribuições ao Ministério do Esporte, e apoiando projetos esportivos voltados para a educação e a inclusão social.